# 발더스 게이트: 시즈 오브 드래곤스피어
《발더스 게이트: 시즈 오브 드래곤스피어》는 빔독이 개발하고 배급한 롤플레잉 비디오 게임 《발더스 게이트: 인핸스드 에디션》의 확장팩이다. 1998년 원작 《발더스 게이트》에 등장하지 않은 신규 작품이자 2004년 《발더스 게이트: 다크 얼라이언스 II》 이후 12년만에 출시된 《발더스 게이트》 시리즈 신작이다.
시간대상 《발더스 게이트》 1편과 2편 사이가 배경으로, 게임플레이상 《발더스 게이트: 인핸스드 에디션》을 바탕으로 동료, 직업 및 지역이 추가됐다.

## 반응
《발더스 게이트: 시즈 오브 드래곤스피어》 컴퓨터판은 리뷰 애그리게이터 웹사이트 메타크리틱에서 77/100점을 기록해 "대체적으로 긍정적인 평가"를 받았다.

## 참조

### 내용주
1. ↑  영어: Baldur's Gate: Siege of Dragonspear